# Saparua (eiland)
Saparua is een eiland in de Indonesische eilandengroep de Molukken (provincie Molukken). Dit eiland dat tot de Lease-eilanden behoort is 144 km² groot en het hoogste punt is 331 m. Een oude naam voor het eiland is Honimoa. Ten noorden van het eiland, aan de andere kant van de Straat Seram (Selat Seram), ligt het eiland Seram (Ceram). Ten westen ligt het eiland Haruku en ten zuidoosten van Saparua ligt het eiland Nusa Laut.
Op het eiland liggen de volgende dorpen: Saparua Stad, Haria, Porto, Paperu, Booi, Siri Sori Kristen, Ullath, Ouw, Tuhaha, Mahu, Ihamahu, Nolloth, Itawaka, Pia (allen christelijk) en Kulur, Siri Sori Islam en Iha (verwoest) welke moslimdorpen zijn. Veel van de in Nederland wonende Molukkers zijn afkomstig van het eiland Saparua.
Het eiland heeft een aantal toeristische trekpleisters zoals Fort Duurstede in Saparua Stad, Taman Wisata Haria, de grotten in Kulur, koraalriffen en een aantal stranden (zoals die in Kulur, Saparua Stad, Paperu en Ouw). Het eiland is te bereiken met een aantal (speed)bootdiensten vanuit Tulehu (Ambon).

## Zoogdieren
De volgende zoogdieren komen er voor:
- Phalanger orientalis (witte Koeskoes)
- Macroglossus minimus (Kleine langtongvleerhond)
- Pteropus melanopogon (vleermuis uit het geslacht Pteropus)
- Rousettus amplexicaudatus (vleermuis uit het geslacht Rousettus)

## Galerij

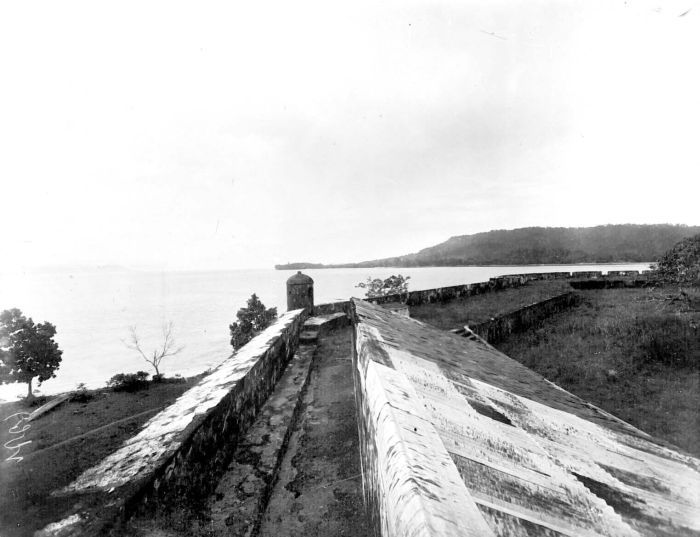
De wal met spietoren van Fort Duurstede
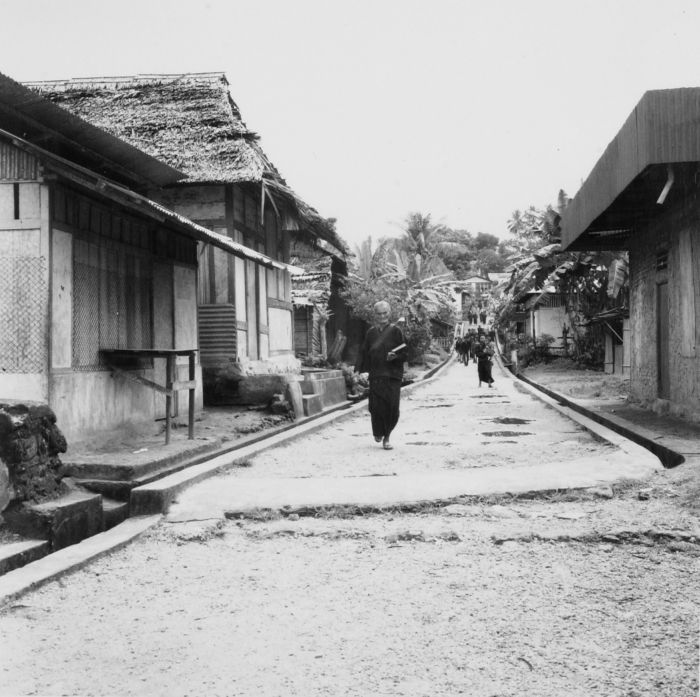
Bewoners van Ullath op zondagmorgen op weg naar de kerk, 1981